# Beyond (Jürg-Wickihalder-Album)
Beyond ist ein Jazzalbum des Trios von Jürg Wickihalder mit Barry Guy (Bass) und Lucas Niggli (Schlagzeug). Die Aufnahmen entstanden am 7. und 8. November 2016 im Kölner Loft und erschienen 2017 bei Intakt Records.

## Hintergrund
Der Saxophonist Jürg Wickihalder hatte zuvor in mehreren Projekten Barry Guys mitgewirkt, wie in dessen New Orchestra; Lucas Niggli spielte zuvor in Barry Guys London Jazz Composers Orchestra und in  dessen Hexentrio (2012, mit Paul Plimley).
Jürg Wickihalder steuerte sieben der neun Kompositionen des vorliegenden Albums bei; von Barry Guy stammt „Return of Ulysses“ und von Michael Griener (2011 Schlagzeuger in Jürg Wickihalders European Quartet) die Komposition „Süssholz“.

## Titelliste

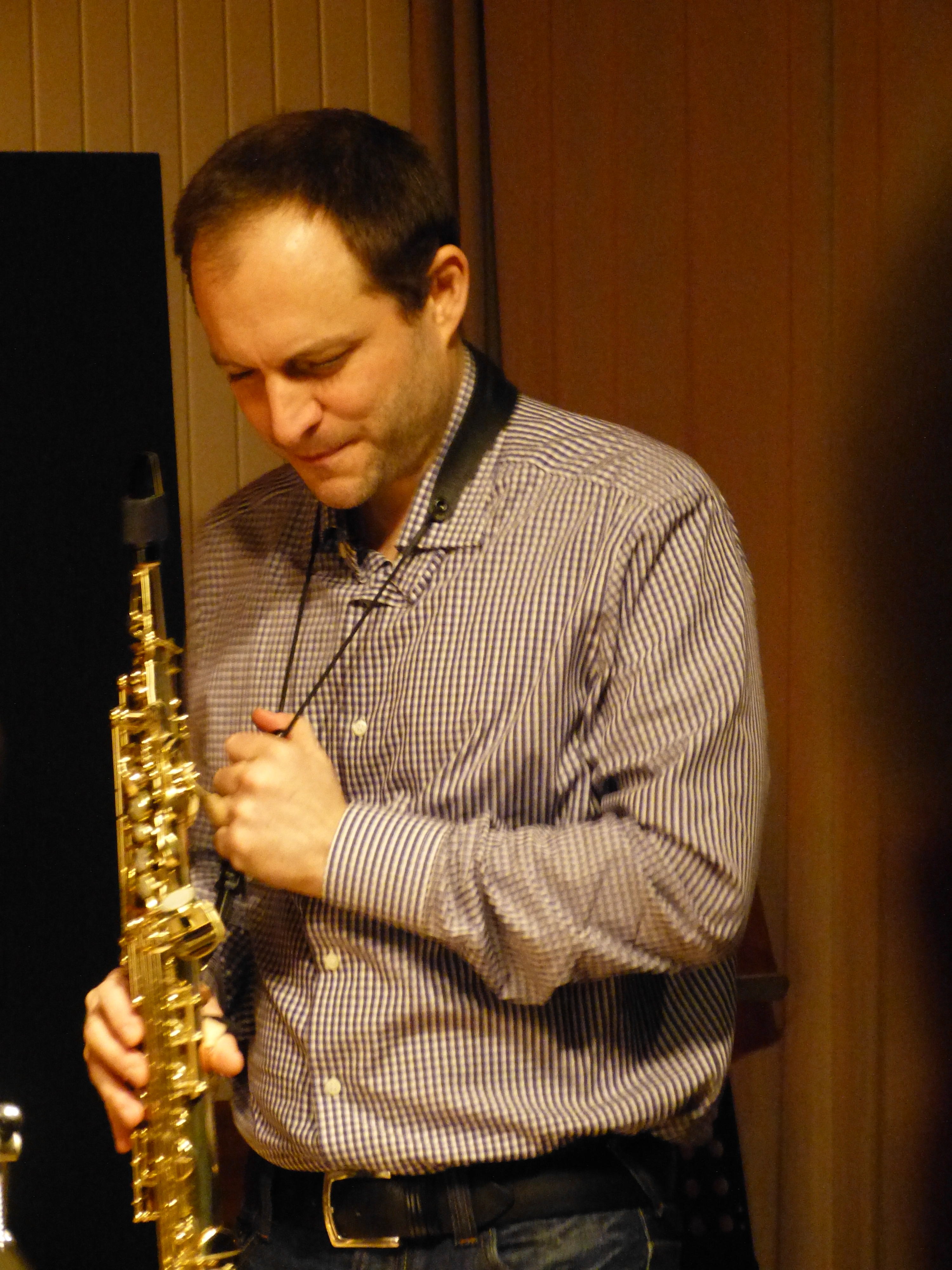
Jürg Wickihalder bei einem Konzert mit Irene Schweizer im Loft (Köln) am 7. Februar 2014

- Jürg Wickihalder – Barry Guy – Lucas Niggli – Beyond (Intakt Records – Intakt CD 277)[1]

1. A New One (Jürg Wickihalder) 5:02
2. Relaxing in the Forest (Jürg Wickihalder) 7:57
3. The Valley (Jürg Wickihalder) 8:18
4. Return of Ulysses (Barry Guy)  5:57
5. Arts and Crafts (Jürg Wickihalder) 6:27
6. Süssholz (Michael Griener) 3:33
7. Dipper (Jürg Wickihalder) 4:44
8. Sing! (Jürg Wickihalder) 5:01
9. The Last Breath (Jürg Wickihalder) 6:19

## Rezeption
John Fordham verlieh dem Album vier (von fünf) Sterne und schrieb unter der Überschrift „beredter, kühner Jazz“ im Guardian, „der vogelartige Klang, die knappe Beredsamkeit und die von Thelonious Monk inspirierte strukturelle Kühnheit des verstorbenen Sopransaxophonisten Steve Lacy“ würden häufig den Schweizer Holzbläser Jürg Wickihalder, einen europäischen Jazz-Star, leiten. Perkussionist Lucas Niggli zeige sich hier als vielseitiger Musiker, Barry Guy, der klassische Bass-Virtuose, spiele mit 70 Jahren mit der gleichen Energie, die er in den letzten 50 Jahren gezeigt habe. „Abstrakte Improvisationspassagen gehen kontrastierend verträumten Saxophon-Meditationen oder stimmhaften Klagen eines Albert Ayler-ähnlichen Eifers voraus; balladenartige Stücke blühen sanft, während die Partner des Saxophonisten hin und her huschen und hüpfen; das lyrische „Süssholz“ ist ein zarter Dialog für sanftes Tenorsaxophon und Guys klingendes Pizzicato. Ausgefallene Jazzkompositionen, geniale Virtuosität, kollektiver Improvisation und einladende songlische Melodie verschmelzen hier auf subtile Weise.“

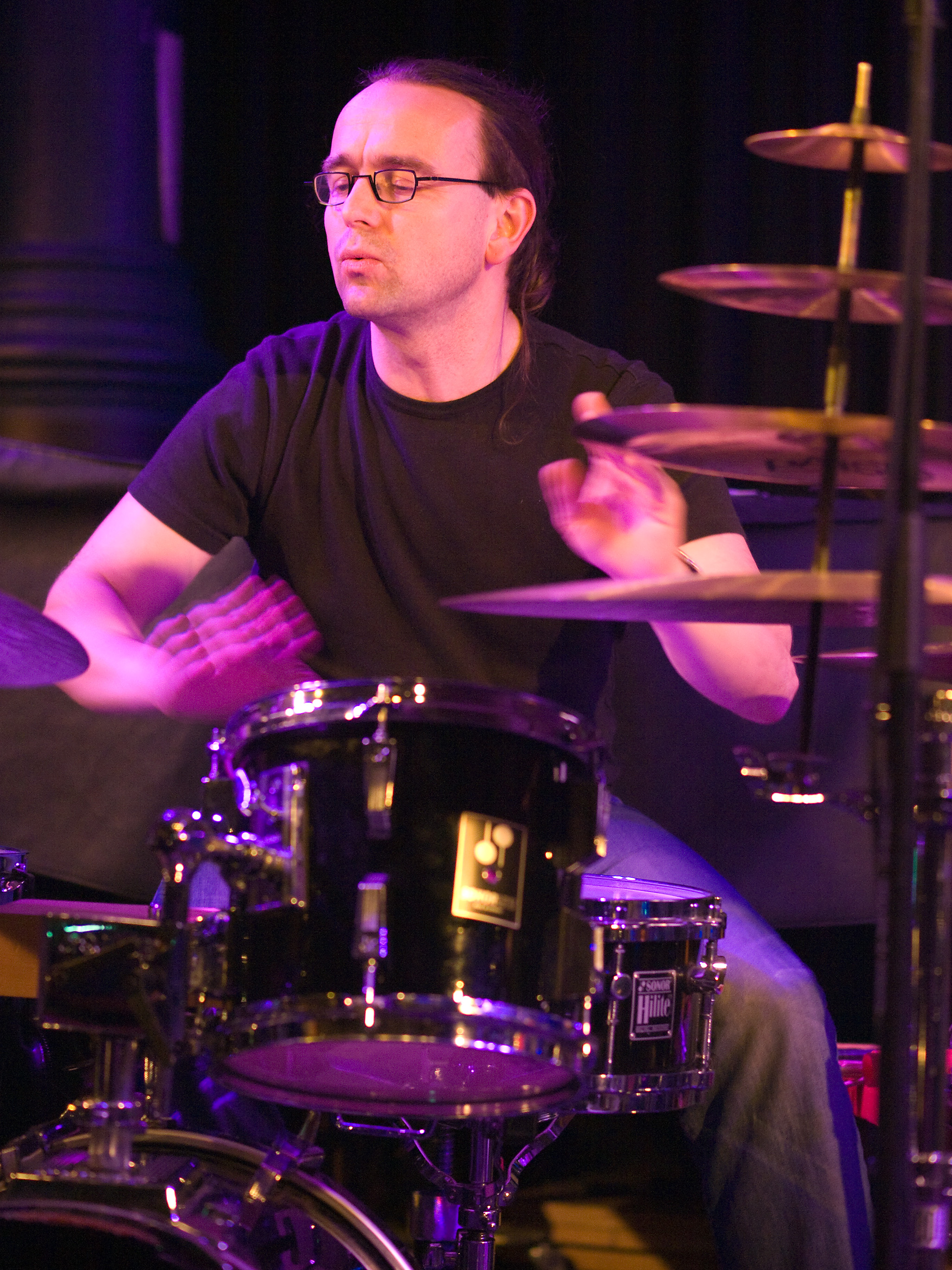
Lucas Niggli bei einem Konzert im Münchner Jazzclub Unterfahrt 2010

Nach Ansicht von Derek Taylor (Dusted) sind „Schweizer Sensibilität für gute Laune und Kameradschaft“ wesentliche Facetten der Musik des Trios, denn zwei der Spieler seien Schweizer Staatsbürger, und der Bassist Barry Guy ist seit Jahren in den Alpen ansässig. Die geografische Nähe habe sicherlich zur Entstehung des Trios beigetragen, so der Autor, „aber die Musik, die sie zusammen machen, enthüllt schnell tiefere, unauslöschliche Bindungen. Es sind die letzteren Elemente, die die zweitägige Sitzung, die im Herbst [2016] aufgezeichnet wurde, aus der Vorhersehbarkeit der Provinz heraus in den Bereich von etwas ganz Besonderem führen.“ Am deutlichsten sei das Gefühl des Spaßes, das die Sitzungen durchdringe und das zwischen den Spielern beim Musizieren und dem spielerischen Testen der Fähigkeiten des jeweils anderen geteilt werde, resümiert der Autor. Diese konsequente Geselligkeit wirke sich direkt auf den Hörer aus, relativ unverdünnt und erfrischend.